# ダイワ・証券情報TV
ダイワ・証券情報TV（ダイワ・しょうけんじょうほうティービー）は、かつてスカパー!（766ch）などで放送中されていた日本で唯一の証券専門チャンネル。2011年3月31日をもって閉局した。

## 概要
運営は大和証券グループ本社の完全子会社である委託放送事業者、大和証券メディアネットワークスが担当。特に、解説!東京マーケット前引・大引はグラントウキョウノースタワーからの公開生放送で、tvkなどの独立UHF局でも配信されていた。
なお、動画サイトであるダイワインターネットTVについては同チャンネル閉局後も運用を続けている。

## 主な番組
- 株式ワイド
- 解説!東京マーケット前引・大引
- 週刊株式マーケット
- 大和総研リポート
- エコノミ☆マルシェ
- プレスウォッチ
- 浅草キッド総研
- 証券タイム@TV
- 街からみえるエコノミー〜インサイト×オンサイト
- ダイワ・ビジネススコープ

## 主な出演者
以下の出演者は2011年3月時点で公式HPに掲載されていたデータに、一部加筆・修正したものである。
☆印はダイワインターネットTVに引き続き出演しているキャスター。
株式ワイドを中心
- 石川まさよ☆
- 岩崎良美
- 金井亜佐子☆
- 新保かずみ
- 古沢真紀
- 森本雅美☆
- 山口亜紀
- 金原小織

株式ワイド以外
- 白沢みき
- 内藤聡子
- 重信香織
- 町田裕美
- 荻野奈緒美
- 瀧口友里奈
- 浅草キッド
- ショーンK
- 蒲田健

このほか大和證券グループ各社の社員がそれぞれ共演していた。